# Джамаль Аль-Гандур
Джамаль Махмуд Ахмед Аль-Гандур  (араб. جمال محمود الغندور; нар 12 червня 1957 року) — колишній футбольний арбітр з Єгипту. Арбітр ФІФА у 1993—2002 роках.

## Кар'єра
Аль-Гандур судив фінал Кубка африканських націй 2002 року (Камерун проти Сенегалу), другий матч фіналу Кубка володарів кубків КАФ 2002 року («Відад» (Марокко) проти «Асанте Котоко» (Гана)) і п'ять поспіль розіграшів Кубка африканських націй: 1994, 1996, 1998, 2000 і 2000 років. Він є першим африканським суддею, який судив матчі чемпіонату Європи. Також судив матчі Літніх Олімпійських ігор (1996), Кубка конфедерацій (2001), та Кубка Азії (1996).
Він також працював на двох чемпіонатах світу: 1998 року у Франції і 2002 року у Південній Кореї та Японії. Широку популярність здобув після скандального матчу чвертьфіналу чемпіонату світу 2002 року, Іспанія-Південна Корея, в якому скасував три голи іспанців .

## Список міжнародних матчів
| Дата       | /                 | Матч           | /              | Місто         | Турнір                                |
| ---------- | ----------------- | -------------- | -------------- | ------------- | ------------------------------------- |
| 24.07.1993 | Уганда            | 1-0            | Судан          | Кампала       | Кваліфікація на КАН-1994              |
| 13.11.1994 | Туніс             | 1-1            | Того           | Туніс         | Кваліфікація на КАН-1996              |
| 24.08.1995 | Саудівська Аравія | 2-0            | Сирія          | Таїф          | Кваліфікація на ОІ-1996 (Азія)        |
| 16.01.1996 | Габон             | 1-2            | Ліберія        | Дурбан        | КАН-1996                              |
| 21.01.1996 | Кот-д'Івуар       | 1-0            | Мозамбік       | Порт-Елізабет | КАН-1996                              |
| 31.01.1996 | Гана              | 0-3            | ПАР            | Йоганнесбург  | КАН-1996                              |
| 03.03.1996 | Зімбабве          | 0-1            | Нігерія        | Хараре        | Кваліфікація на ОІ-1996 (Африка)      |
| 16.06.1996 | Кот-д'Івуар       | 1-1            | Конго          | Абіджан       | Кваліфікація на ЧС-1998 (Африка)      |
| 01.07.1996 | Швеція            | 0-2            | КНР            | Маямі         | ОІ-1996 (жінки)                       |
| 02.07.1996 | Бразилія          | 3-1            | Угорщина       | Маямі         | ОІ-1996 (чоловіки)                    |
| 01.08.1996 | Аргентина         | 4-0            | Іспанія        | Бірмінгем     | ОІ-1996 (чоловіки)                    |
| 02.08.1996 | Бразилія          | 5-0            | Португалія     | Атенс         | ОІ-1996 (чоловіки)                    |
| 17.11.1996 | Ангола            | 2-1            | Зімбабве       | Луанда        | Кваліфікація на ЧС-1998 (Африка)      |
| 01.12.1996 | Саудівська Аравія | 6-0            | Таїланд        | Дубай         | КА-1996                               |
| 02.12.1996 | ОАЕ               | 1-0            | Ірак           | Абу-Дабі      | КА-1996                               |
| 03.12.1996 | Саудівська Аравія | 5-4            | Іран           | Абу-Дабі      | КА-1996                               |
| 08.06.1997 | ПАР               | 3-0            | Замбія         | Йоганнесбург  | Кваліфікація на ЧС-1998 (Африка)      |
| 17.08.1997 | Зімбабве          | 1-2            | Камерун        | Хараре        | Кваліфікація на ЧС-1998 (Африка)      |
| 13.10.1997 | Саудівська Аравія | 1-0            | Катар          | Ер-Ріяд       | Кваліфікація на ЧС-1998 (Азія)        |
| 07.02.1998 | Буркіна-Фасо      | 0-1            | ДР Конго       | Уагадугу      | КАН-1998                              |
| 27.02.1998 | Буркіна-Фасо      | 3-4            | Камерун        | Уагадугу      | КАН-1998                              |
| 17.06.1998 | Чилі              | 1-1            | Австрія        | Сент-Етьєн    | ЧС-1998                               |
| 25.06.1998 | Югославія         | 1-0            | США            | Нант          | ЧС-1998                               |
| 03.07.1998 | Бразилія          | 3-2            | Данія          | Нант          | ЧС-1998                               |
| 01.08.1999 | Ліван             | 3-1            | Йорданія       | Амман         | 9-ті ПІ                               |
| 02.08.1999 | Ірак              | 4-0            | Ліван          | Амман         | 9-ті ПІ                               |
| 16.08.1999 | Йорданія          | 3-1            | Катар          | Амман         | 9-ті ПІ                               |
| 31.08.1999 | Йорданія          | 3-1 (пен.)     | Ірак           | Амман         | 9-ті ПІ                               |
| 09.10.1999 | Словенія          | 0-3            | Греція         | Марибор       | Кваліфікація на Євро-2000             |
| 23.01.2000 | ПАР               | 3-1            | Габон          | Кумасі        | КАН-2000                              |
| 31.01.2000 | Чад               | 0-2            | Кот-д'Івуар    | Аккра         | КАН-2000                              |
| 10.02.2000 | Нігерія           | 2-0            | ПАР            | Лагос         | КАН-2000                              |
| 13.06.2000 | Норвегія          | 1-0            | Іспанія        | Роттердам     | Євро-2000                             |
| 21.06.2000 | Чехія             | 2-0            | Данія          | Льєж          | Євро-2000                             |
| 06.01.2001 | Єгипет            | 2-1            | ОАЕ            | Каїр          | Товариський матч                      |
| 13.01.2001 | Туніс             | 0-1            | Марокко        | Туніс         | Кваліфікація на КАН-2002              |
| 15.01.2001 | Єгипет            | 1-0            | Північна Корея | Каїр          | Товариський матч                      |
| 27.01.2001 | Нігерія           | 3-0            | Судан          | Нігерія       | Кваліфікація на ЧС-2002 (Африка)      |
| 25.02.2001 | Камерун           | 1-0            | Замбія         | Яунде         | Кваліфікація на ЧС-2002 (Африка)      |
| 19.03.2001 | Єгипет            | 3-3            | Естонія        | Каїр          | Товариський матч                      |
| 30.05.2001 | Франція           | 5-0            | Південна Корея | Тегу          | КК-2001                               |
| 07.06.2001 | Франція           | 2-1            | Бразилія       | Сувон         | КК-2001                               |
| 02.09.2001 | Мексика           | 2-1            | Ямайка         | Кінгстон      | Кваліфікація на ЧС-2002 (Пн. Америка) |
| 25.01.2002 | Камерун           | 1-0            | Кот-д'Івуар    | Малі          | КАН-2002                              |
| 30.01.2002 | ПАР               | 3-1            | Марокко        | Малі          | КАН-2002                              |
| 10.02.2002 | Камерун           | 0-0 (пен. 3-2) | Сенегал        | Малі          | КАН-2002 (фінал)                      |
| 07.06.2002 | Іспанія           | 3-1            | Парагвай       | Чонджу        | ЧС-2002                               |
| 13.06.2002 | Бразилія          | 5-2            | Коста-Рика     | Сувон         | ЧС-2002                               |
| 22.06.2002 | Південна Корея    | 0-0 (пен. 5-3) | Іспанія        | Кванджу       | ЧС-2002                               |

### Статистика
| Турнір                             | Кількість матчів |
| ---------------------------------- | ---------------- |
| Чемпіонат світу (ЧС)               | 6                |
| Кубок конфедерацій (КК)            | 2                |
| Олімпійські ігри (ОІ)              | 4                |
| Чемпіонат Європи (Євро)            | 2                |
| Кубок африканських націй (КАН)     | 11               |
| Кубок Азії (КА)                    | 3                |
| Кваліфікація на ЧС (Азія)          | 1                |
| Кваліфікація на Євро               | 1                |
| Кваліфікація на ОІ (Азія)          | 1                |
| Кваліфікація на ЧС (Півн. Америка) | 1                |
| Кваліфікація на КАН                | 3                |
| Кваліфікація на ЧС (Африка)        | 6                |
| Кваліфікація на ОІ (Африка)        | 1                |
| Панарабські ігри (ПА)              | 4                |
| Товариські мачи (ТМ)               | 3                |